# Sotalbo
Sotalbo község Spanyolországban, Ávila tartományban. Sotalbo Niharra, Mironcillo, Riofrío, San Juan de la Nava, Navalmoral, San Juan del Molinillo, Navalacruz, Cepeda la Mora, Mengamuñoz, La Hija de Dios, Solosancho, Padiernos, Salobral és Gemuño községekkel határos. Lakosainak száma 245 fő (2024).

## Népesség
A település népessége az utóbbi években az alábbiak szerint változott:
| Lakosok száma | 273  | 270  | 266  | 268  | 255  | 228  | 232  | 256  | 230  | 245  |
|               | 2001 | 2004 | 2006 | 2009 | 2011 | 2014 | 2016 | 2019 | 2021 | 2024 |